# Jonketjärnen
Jonketjärnen är en sjö i Örnsköldsviks kommun i Ångermanland och ingår i Gideälvens huvudavrinningsområde.
Tjärnen ligger i en dödisgrop, som bildats vid den senaste istidens slut, och är omgiven av ett band av myrar. 
Tillflöden saknas men tjärnen står i förbindelse med Spångmyrbäcken via Jonkemyran i sydväst. Förmodligen sker både tillflöde och utflöde via den bäcken beroende på vattenstånd.
Jonketjärnen tros ha fått sitt namn efter Jon Jonsson – kallad "Jonk Svartsjön" – från Åsele, som bosatte sig i Svartsjö by cirka 10 km nordväst om tjärnen. Han levde mellan 1836 och 1916.
Urskogsleden mellan Björna och Vändåtbergets naturreservat passerar mindre än 100 meter från Jonketjärnen.
Fynd av gamla samiska härdar har gjorts vid tjärnen. Dessa fynd betecknas Björna 206:1 och Björna 207:1.  

## Galleri

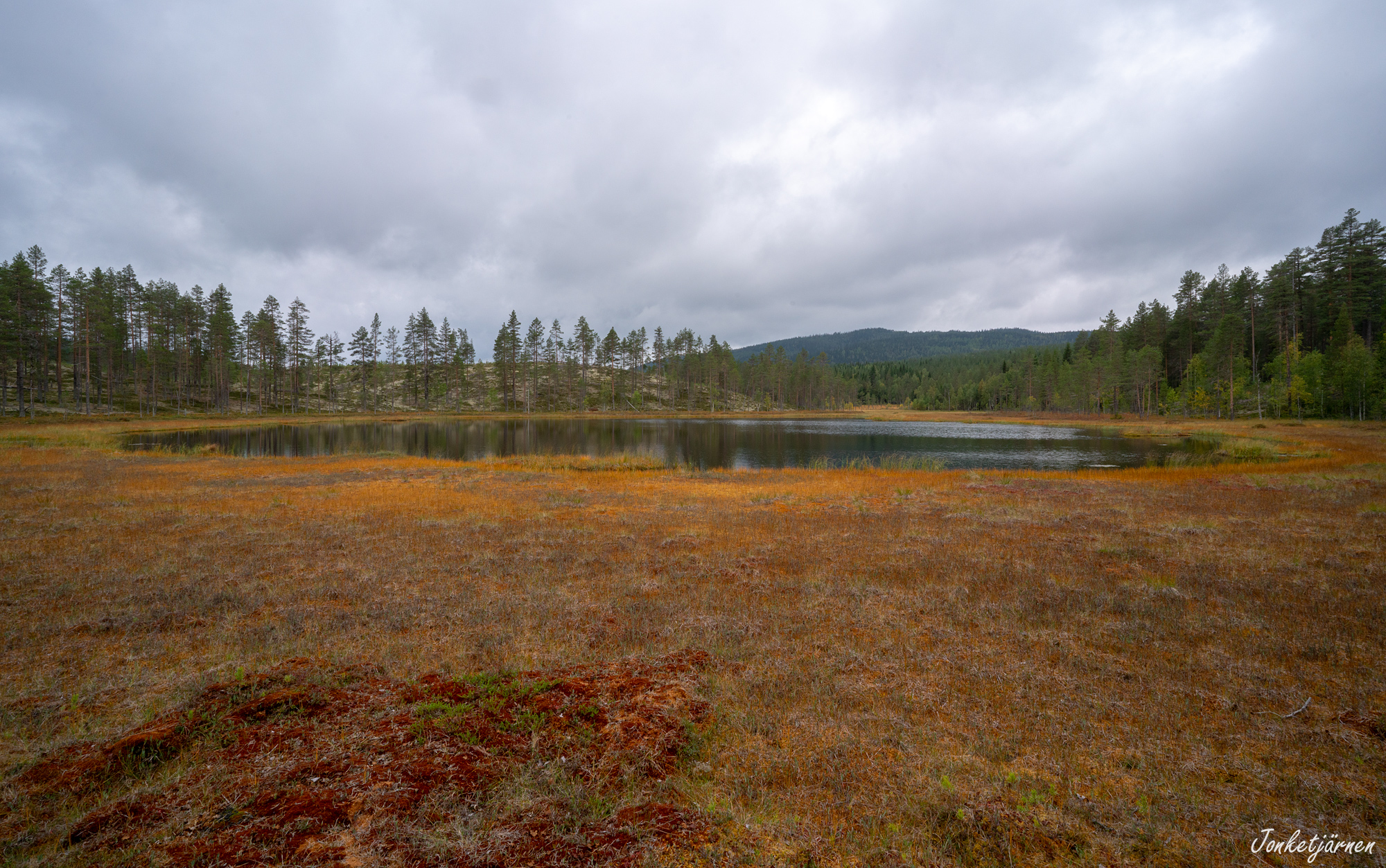
Jonketjärnen söder om Locksta omgiven av myrar.
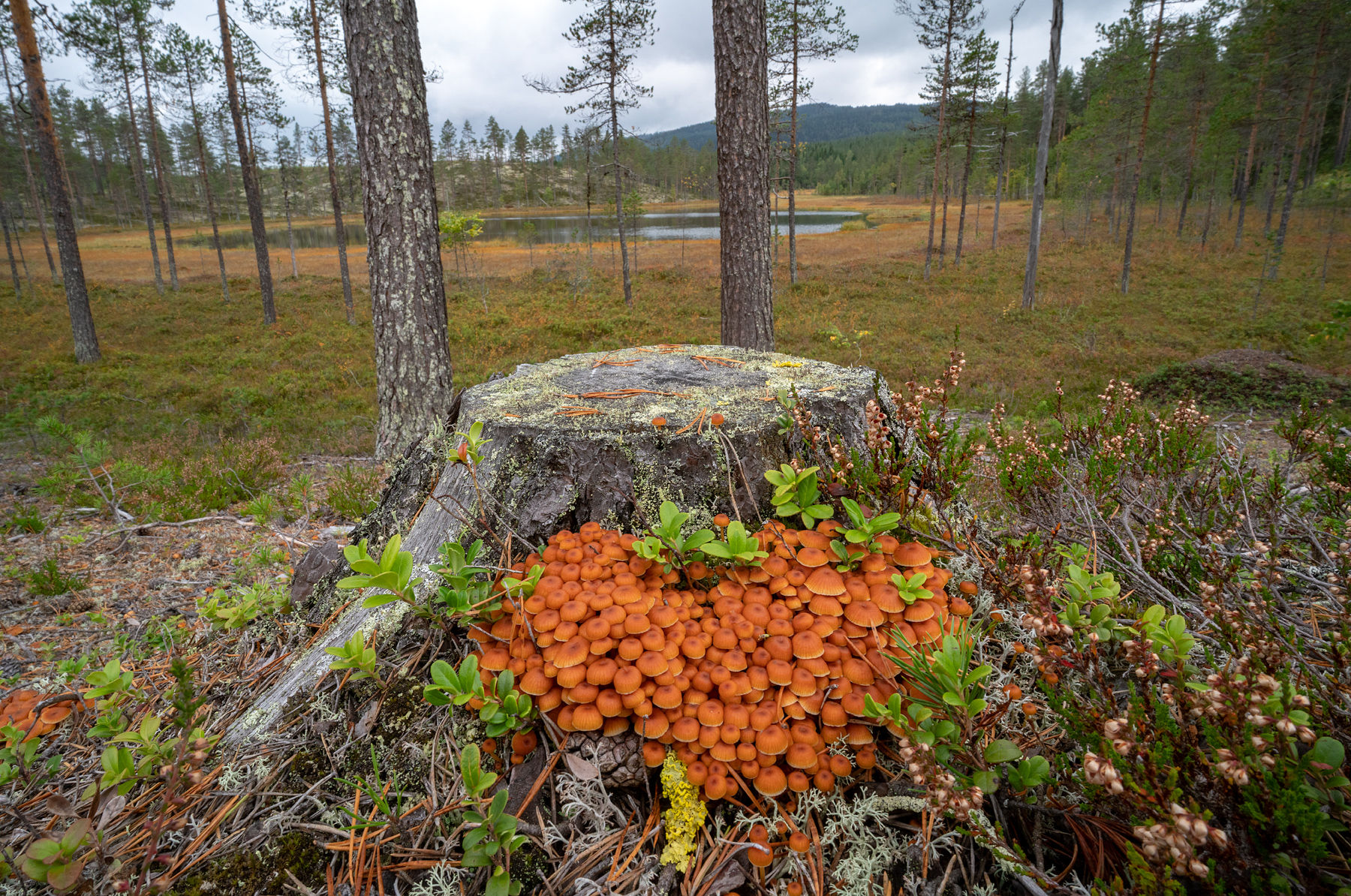
Jonketjärnen söder om Locksta. Svampen är Stubbrostnavling - Xeromphalina campanella.